# Der Mut zum Glück (1931)
Der Mut zum Glück (Originaltitel: A Free Soul) ist ein US-amerikanisches Filmdrama von Clarence Brown. Der Film, dessen Drehbuch auf einem Bühnenstück von Willard Mack nach einem Roman von Adela Rogers St. Johns basiert, wurde 1931 gedreht. Die Premiere der Produktion fand am 2. Juni 1931 in New York statt. In Deutschland wurde der Film erstmals 1932 in den Kinos gezeigt.

## Handlung
Der Anwalt Stephen Ashe lebt in San Francisco. Der Jurist, der viel Alkohol zu sich nimmt, den ihm sein Assistent Eddie beschafft, hasst jeden in seiner Familie, mit Ausnahme seiner Tochter Jan, die ihn anbetet. Großmutter Ashe lädt Stephen zu einem Familiendinner ein. Jan soll dabei aufpassen, dass ihr Vater keinen Alkohol trinkt. Natürlich hört Stephen nicht auf die Warnungen seiner Tochter. Er schockt die Familie damit, dass er den zwielichtigen Ace Wilfong, den er in einem Mordfall verteidigt, zum Dinner mitbringt.
Die mangelnde Gastfreundlichkeit seiner Familie verärgert Stephen. Er und Ace verlassen das Dinner, gefolgt von Jan, die von der Reaktion der Familie auf Ace ebenso geschockt ist. Ihr Verlobter Dwight Winthrop bleibt stur bei der Familie. Während der Heimfahrt erzählt Jan Ace, dass er der erste wirklich interessante Mann sei, dem sie begegnet sei. Die Fahrt wird unterbrochen, als das Auto von Leuten des Gangsters Hardy, die Ace umbringen wollen, angegriffen wird. Sie können entkommen; zwischen Jan und Ace beginnt eine Romanze, die darin gipfelt, dass Ace um Jans Hand anhält. Doch Stephen verweigert seine Zusage, was Jan aber nicht daran hindert, sich weiterhin mit Ace zu treffen.
Als Stephen eines Nachts betrunken aus einem Casino heimkommt, wollen Vater und Tochter sich von allen Zwängen befreien und neu beginnen. Sie unternehmen eine Reise in die Berge, doch schon bald nach ihrer Rückkehr verfallen sie in den alten Trott. Jans Beziehung zu Ace verschlechtert sich, als Ace brutal wird, weil sie ihn alleine gelassen hat. Ace will mit Gewalt erreichen, dass sie ihn heiratet, doch nun weigert sie sich und kehrt zu Dwight zurück. Dwight wird Zeuge von Aces Brutalitäten gegen Jan und erschießt ihn. Er ruft selber die Polizei, und, um Jans Ruf zu schützen, sagt aus, er habe Ace wegen einer Spielschuld erschossen. Dwights Anwalt weiß in dem Fall nicht weiter, Stephen übernimmt die Verteidigung. Stephen erklärt die Tat als ein Ergebnis vorübergehender Geistesumnachtung. Es sei nicht Dwight, der angeklagt werden müsse, sondern er selber, denn dadurch, dass er erlaubt habe, dass Ace und Jan sich sehen, habe er die Tragödie erst heraufbeschworen.
Stephen ruft seine Tochter in den Zeugenstand. Er ist derart erregt, dass er einen Herzinfarkt erleidet und in den Armen seiner Tochter stirbt. Die Geschworenen erklären Dwight für unschuldig. Er und Jan reisen nach New York, wo sie ein neues Leben beginnen wollen.

## Hintergrund
Willard Macks Bühnenstück wurde am 12. Januar 1928 in New York uraufgeführt und wurde 100 Mal gezeigt. Der dem Stück zu Grunde liegende Roman basiert auf der Lebensgeschichte des Vaters der Autorin, der ein bekannter Anwalt war.
Laut dem Guinness-Buch der Rekorde (Ausgabe 2002) hält der Film einen Weltrekord. Er hat mit 14 Minuten die längste Einstellung aller Zeiten. Diese Einstellung beinhaltet einen Monolog von Lionel Barrymore.
Bei dieser MGM-Produktion arbeiteten Douglas Shearer am Ton und Cedric Gibbons an der Ausstattung. Regie-Assistent war Charles Dorian, der 1934 einen Oscar in der heute nicht mehr existierenden Kategorie Beste Regieassistenz gewann. Für Clark Gable war es die erste Hauptrolle nach seiner Vertragsunterzeichnung bei MGM. 1953 drehte Richard Thorpe ein Remake unter dem Titel Ein verwöhntes Biest (OT: The Girl Who Had Everything) mit Elizabeth Taylor und William Powell in den Hauptrollen.

## Kritiken
Der Classic Film Guide bezeichnete den Film als einen „Klassiker“ mit „großartigen Dialogen“. Dagegen empfand Dennis Schwartz von Ozu’s World den Film als „unbeholfen, überspielt, unglaubwürdig und peinlich“.

## Auszeichnungen
1931 gewann Lionel Barrymore einen Oscar als Bester Hauptdarsteller. Der Film erhielt zudem zwei Nominierungen in den Kategorien „Beste Regie“ und „Beste Hauptdarstellerin“.